# Douy-la-Ramée
Douy-la-Ramée è un comune francese di 282 abitanti situato nel dipartimento di Senna e Marna nella regione dell'Île-de-France.

## Società

### Evoluzione demografica
Abitanti censiti